# Owaranai Hito Miyazaki Hayao
Owaranai Hito Miyazaki Hayao (終わらない人 宮崎駿 Owaranai Hito Miyazaki Hayao?)  es una película documental de televisión japonesa de 2016 dirigida por Kaku Arakawa. La película sigue al animador y cineasta ganador del Premio de la Academia Hayao Miyazaki a raíz de su decisión de retirarse, incluida la documentación de la producción temprana de su cortometraje de 2018 Kemushi no Boro.